# Diplazium cultratum
Diplazium cultratum är en majbräkenväxtart som beskrevs av Karel Presl.
Diplazium cultratum ingår i släktet Diplazium och familjen Athyriaceae. Inga underarter finns listade i Catalogue of Life.